# 716. pehotna divizija (Wehrmacht)
716. pehotna divizija (izvirno nemško 716. Infanterie-Division; kratica 716ID) je bila pehotna divizija Heera v času druge svetovne vojne.

## Zgodovina
Divizija je bila ustanovljena 2. maja 1941 kot zasedbena divizija 15. vala. Med bitko za Normandijo je bila divizija uničena, a so jo nato kmalu ponovno ustanovili. Ponovno je bila uničena med bitko za Colmar. Tretjič je bil divizija ustanovljena 14. aprila 1945. Ob koncu vojne je divizija prešla v ameriško vojno ujetništvo. 

## Vojna služba
| Datum          | Delovanje         | Korpus               | Armada     | Armadna skupina       | Področje       |
| maj 1941       | v ustanavljanju   |                      |            |                       | 16. WK         |
| junij 1941     |                   | 32. armadni korpus   | 15. armada | Armadna skupina B     | Rouen          |
| julij 1941     |                   | 60. armadni korpus   | 15. armada | Armadna skupina B     | Normandija     |
| januar 1942    |                   | 32. armadni korpus   | 15. armada | Armadna skupina B     | Soissons       |
| februar 1942   |                   | 32. armadni korpus   | 15. armada | Armadna skupina B     | Belgija        |
| april 1942     |                   | 60. armadni korpus   | 15. armada | Armadna skupina B     | Belgija        |
| junij 1942     |                   | 84. armadni korpus   | 7. armada  | Armadna skupina B     | Caen           |
| junij 1944     |                   | 1. SS-oklepni korpus | 7. armada  | Armadna skupina B     | Normandija     |
| julij 1944     | za posebne namene |                      | 7. armada  | Armadna skupina B     | Normandija     |
| avgust 1944    |                   | 4. letalski korpus   | 19. armada | Armadna skupina G     | južna Francija |
| september 1944 |                   | 64. armadni korpus   | 19. armada | Armadna skupina G     | Alzacija       |
| april 1945     |                   | 64. armadni korpus   | 19. armada | Armadna skupina Zahod | Švabska        |

## Organizacija
1942
- 726. pehotni polk
- 743. pehotni polk
- 656. artilerijski bataljon
- 716. divizijske enote

1945
- 706. grenadirski polk
- 726. grenadirski polk
- 736. grenadirski polk
- 716. divizijski fusilirski bataljon
- 1716. artilerijski polk
- 716. inženirski bataljon
- 716. divizijske enote

## Pripadniki
Divizijski poveljniki
| 1. | Generalporočnik Otto Matterstock |  | (3. maj 1941 – 1. april 1943)           |
| 2. | Generalporočnik Wilhelm Richter  |  | (1. april 1943 – maj 1944)              |
| 3. | Generalmajor Ludwig Krug         |  | (10. junij 1944 – 14. avgust 1944)      |
| 4. | Generalporočnik Wilhelm Richter  |  | (14. avgust 1944 – 1. september 1944)   |
| 5. | Generalmajor Ernst von Bauer     |  | (7. september 1944 – 30. december 1944) |
| 6. | Generalmajor Wolf Ewert          |  | (30. december]] 1944 – 8. maj 1945)     |